# Fosfuro di alluminio
Il fosfuro di alluminio è il composto chimico di formula AlP. È l'unico fosfuro binario dell'alluminio; in condizioni normali è un solido di colore variabile da grigio scuro a giallo-verde scuro. Reagisce con acqua e umidità rilasciando fosfina, un gas fortemente tossico. Viene usato principalmente in insetticidi e rodenticidi.

## Storia
Il primo a osservare che fosforo e alluminio reagivano tra loro fu Friedrich Wöhler nel 1827, senza stabilire la stechiometria del prodotto. Successivamente, Léon Franck trovò che esistevano vari fosfuri di alluminio, con stechiometria Al3P7, Al3P5, Al3P e AlP. Nel 1926 Victor Moritz Goldschmidt determinò che AlP cristallizza con la struttura tipo ZnS. Nel 1944 fu stabilito che esisteva un solo fosfuro di alluminio, AlP, e che le altre stechiometrie determinate in precedenza erano presumibilmente dovute a contaminazione di AlP con alluminio metallico o ossido di alluminio.

## Sintesi
Il fosfuro di alluminio si prepara a partire da una miscela di polvere di alluminio e fosforo rosso, cui viene aggiunto un pezzetto di nastro di magnesio. Accendendo il magnesio si innesca la reazione fortemente esotermica tra alluminio e fosforo. Per ottenere un prodotto ad alta purezza occorre operare in atmosfera di idrogeno.
4Al + P4  → 4AlP

## Struttura e proprietà
Il fosfuro di alluminio cristallizza con la struttura tipo ZnS dove il fosforo è tetracoordinato. La costante di reticolo è 545,10 pm e la distanza Al–P risulta 236 pm.
Il composto è stabile, ma basta la presenza di umidità atmosferica per causarne l'idrolisi con sviluppo di odore di fosfina. In contatto con acqua la decomposizione è veloce. Anche acido cloridrico gassoso secco provoca il rilascio di fosfina:
AlP + 3H2O → Al(OH)3 + PH3
AlP + 3H+ → Al3+ + PH3

## Applicazioni
Il fosfuro di alluminio è l'ingrediente attivo di vari insetticidi e rodenticidi. L'azione si basa sul rilascio di fosfina, gas fortemente tossico. Nel caso di roditori AlP è miscelato con cibo formando compresse. Una volta che queste vengono ingerite l'acido contenuto nello stomaco del roditore provoca il rilascio di fosfina, che entra nel flusso sanguigno provocando insufficienza cardiaca e danni agli organi interni. Il fosfuro di alluminio può essere inoltre usato come fumigante se si desidera trattare strutture come navi, aerei e silos, o strutture che si possono racchiudere con pellicole a tenuta di gas. Composti analoghi usati come disinfestanti sono  Mg3P2, Ca3P2 e Zn3P2.

## Tossicità / Indicazioni di sicurezza
Il fosfuro di alluminio rilascia fosfina per contatto con acqua o acidi. Risulta quindi fortemente tossico, e può essere fatale per ingestione e inalazione. Il composto risulta pericoloso anche per gli organismi acquatici.